# Gigi D'Agostino
Luigi Celestino Di Agostino, beter bekend als Gigi D'Agostino (Turijn, 17 december 1967), is een Italiaanse dj, producer en remixer. Zijn muziekstijl is zeer divers.

## Loopbaan
In 1986 startte zijn carrière toen hij als dj in een disco op ging treden. In het begin liepen de mensen nog weg, of zoals Gigi zelf zei: Zelfs de parkeerplekken liepen leeg. Later trad hij toe tot het team van Media Records, waarvoor hij het sublabel Noisemaker managede. Zijn eerste album Gigi D'Agostino werd goud, ook singles als Fly en Sweetly waren een succes. Met Sweetly scoorde hij bovendien zijn eerste Nederlandse hit. Op zijn forum maakte Gigi ook bekend dat hij ooit een plaat had gemaakt met Robert Miles, maar omdat de labels er niet uitkwamen, is deze plaat nooit uitgebracht. Hij werkte ook samen met Mauro Picotto op Angel's Symphony.
Zijn single Bla Bla Bla kwam in Italië en de Verenigde Staten op nummer 4 binnen. Andere hits die hij maakte waren L'amour toujours, Another Way, La Passion, The Riddle, Super (samenwerking met Albertino), Carillon (remix van Magic Box), Silence, Wellfare en I Wonder Why. L'Amour Toujours bereikte de nummer 1-positie in de Nederlandse top 40.
Op de Italiaanse radio heeft Gigi D'Agostino voor een lange tijd verschillende programma's gehad. Dit begon bij Radio Deejay, in 2003 tekende hij bij Radio Italia Network. Hier presenteerde hij dagelijks een half uur lang het programma Il Programmino di Gigi D'Agostino. Hij bracht in die tijd een compilatie uit die dezelfde naam droeg als dit programma.
In 2005 begon hij bij m2o, een zender die ontstaan is uit Radio Deejay. Hij verscheen eenmalig als gast bij het programma Tribe, dit was echter zo'n succes dat het daarna nog eenmalig herhaald werd. Op 1 september maakte Gigi D'Agostino bekend dat hij met Il Cammino di Gigi D'Agostino een eigen programma kreeg bij m2o. Elke zaterdag tussen 18 en 19 uur liet hij een hoop nieuwe muziek horen. Ook dit werd een groot succes, waardoor D'Agostino vanaf begin 2006 elke dag (behalve zondag) tussen 18 en 19 uur te beluisteren was, later werd dit tussen 14 en 15 uur. Wegens tijdgebrek stopte dit programma in 2009 en na enkele maanden kondigde Gigi zelf aan dat vanaf oktober elke zaterdag tussen 14 en 16 uur met Quello che mi Piace zou starten. Op 1 januari 2010 maakte hij echter bekend dat ook dit stopt wegens dezelfde reden.
Gigi D'Agostino is de uitvinder van de stijl Lento Violento. Gigi begon eind jaren '80 al met het langzamer maken van bestaande muziek. Dit was een van de redenen dat de zalen eerst nog leeg liepen. De laatste jaren heeft deze stijl echter een ontzettende groei doorgemaakt. Bekende artiesten als Daniele Mondello en Technoboy gebruiken elementen van deze langzame stijl in hardstylenummers. Bij deze twee artiesten is het niet gebleven. Er zijn al meer artiesten die met deze sound experimenteren. Gigi zelf scoorde met cd's als Lento Violento... e altre storie en La Musica Che Pesta, de laatst genoemde is uitgebracht onder de naam Lento Violento Man.
Gigi D'Agostino's sets zijn tegenwoordig, net als zijn laatste cd's, een mix van oud en nieuw. Sinds 2010 werkt hij aan de (volgens verschillende berichten) vierdelige serie Ieri e Oggi mix, een cd met Gigi's muziek van heden en vroeger. Deel één en twee zijn inmiddels uitgekomen en waren een succes in Italië.
In 2011 zou het album Mondo Reale uitkomen. Dit had hij twee jaar eerder al aangekondigd, maar het bleef stil rond deze release. Het album zou in eerste instantie in juni uitkomen, later werd dit september. Tot op de dag van vandaag is het echter wederom stil rond Gigi en het album.
Voorlopig is er een einde gekomen aan de serie Ieri e Oggi mix. Begin augustus 2011 kwam het nieuws naar buiten dat Stay With Me de officiële promo is voor het album Mondo Reale. Stay With Me is al uitgebracht op Ieri e Oggi Vol.1, maar de promo is een andere versie dan die van Ieri e Oggi Vol.1.

## Discografie

### Albums
| Album met eventuele hitnotering(en) in de Nederlandse Album Top 100 | Datum van verschijnen | Datum van binnenkomst | Hoogste positie | Aantal weken | Opmerkingen |
| ------------------------------------------------------------------- | --------------------- | --------------------- | --------------- | ------------ | ----------- |
| L'amour toujours                                                    | 1999                  | 15-12-2001            | 1               | 37           |             |

| Album met hitnotering(en) in de Vlaamse Ultratop 200 albums | Datum van verschijnen | Datum van binnenkomst | Hoogste positie | Aantal weken | Opmerkingen |
| ----------------------------------------------------------- | --------------------- | --------------------- | --------------- | ------------ | ----------- |
| L'amour toujours                                            | 1999                  | 19-01-2002            | 16              | 19           |             |

Legenda: A=Album, C=Compilatie, Ep=Extended play
- 1994: Creative Nature Vol. 1 (Ep)
- 1994: Creative Nature Vol. 2 (Ep)
- 1994: Experiments Vol. 1 (Ep)
- 1994: A Journey Into Space (C)
- 1996: Le Voyage 96 (C)
- 1996: Le Voyage Estate (C)
- 1996: Gigi D'Agostino (A)
- 1996: Le Voyage (C)
- 1997: Progressive Hyperspace (C)
- 1997: The Greatest Hits (A)
- 1997: Gin Lemon EP (Ep)
- 1999: Tanzen EP (Ep)
- 1999: L'Amour Toujours (A)
- 1999: Amorelettronica (A)
- 2000: Eurodance '99 (C)
- 2000: Tecno Fes (Ep)
- 2000: Tecno Fes Vol. 2 (Ep)
- 2000: Il Grande Viaggio Vol. 1 (C)
- 2003: Il Programmino (C)
- 2003: Live At Altromondo (Exclusive Edition) (C)
- 2003: Underconstruction 1: Silence E.P. (Ep)
- 2004: Underconstruction 2: Silence Remix (Ep)
- 2004: Underconstruction 3: Remix (Ep)
- 2004: Live At Altromondo Part II (Exclusive Edition) (C)
- 2004: Laboratorio 1 (C)
- 2004: Benessere 1 (C)
- 2004: L'Amour Toujours II (A)
- 2005: Laboratorio 2 (C)
- 2005: Laboratorio 3 (C)
- 2005: Disco Tanz (C)
- 2006: Some Experiments (C)
- 2007: Lento Violento... e altre storie... (C)
- 2007: Lento Violento Man - La Musica Che Pesta (C)
- 2008: Suono Libero (C)
- 2010: Ieri e Oggi Mix Vol. 1 (C)
- 2010: Ieri e Oggi Mix Vol. 2 (C)
- 2012: Greatest Hits (C)
- 2012: Best of (C)

### Singles
| Single met eventuele hitnotering(en) in de Nederlandse Top 40 | Datum van verschijnen | Datum van binnenkomst | Hoogste positie | Aantal weken | Opmerkingen             |
| ------------------------------------------------------------- | --------------------- | --------------------- | --------------- | ------------ | ----------------------- |
| Sweetly                                                       | 1996                  | 17-2-1996             | 20              | 5            | Alarmschijf             |
| La Passion                                                    | 2001                  | 17-3-2001             | 13              | 19           | Dancesmash op Radio 538 |
| Super                                                         | 2001                  | 20-6-2001             | tip3            | -            | met Albertino           |
| L'amour toujours                                              | 2001                  | 24-11-2001            | 1(4wk)          | 17           | Dancesmash op Radio 538 |
| The Riddle                                                    | 2002                  | 23-3-2002             | 4               | 10           |                         |
| Bla bla bla                                                   | 2002                  | 15-6-2002             | tip2            | -            |                         |
| Silence                                                       | 2004                  | 24-1-2004             | 31              | 5            | Dancesmash op Radio 538 |
| In my mind                                                    | 2018                  | 25-08-2018            | 2               | 9            | met Dynoro              |

| Single met hitnotering(en) in de Vlaamse Ultratop 50 | Datum van verschijnen | Datum van binnenkomst | Hoogste positie | Aantal weken | Opmerkingen   |
| ---------------------------------------------------- | --------------------- | --------------------- | --------------- | ------------ | ------------- |
| Bla Bla Bla                                          | 1999                  | 20-07-2002            | tip6            | -            |               |
| La passion                                           | 1999                  | 03-02-2001            | 1               | 18           |               |
| L'amour toujours                                     | 1999                  | 17-11-2001            | 2               | 22           |               |
| Silence                                              | 2003                  | 07-02-2004            | 37              | 6            |               |
| The Riddle                                           | 2002                  | 13-04-2002            | 4               | 12           |               |
| Super                                                | 2001                  | 21-04-2001            | 4               | 13           | met Albertino |

### NPO Radio 2 Top 2000
| Nummer met noteringen in de NPO Radio 2 Top 2000 | '15  | '16  | '17  | '18  | '19  | '20  | '21 | '22  | '23  | '24  |
| ------------------------------------------------ | ---- | ---- | ---- | ---- | ---- | ---- | --- | ---- | ---- | ---- |
| L'amour toujours                                 | 1139 | 1215 | 1065 | 1081 | 1211 | 1070 | 988 | 1004 | 1066 | 1022 |

1. ↑  Een vetgedrukt getal geeft de hoogste notering aan.
2. ↑  2015 was het eerste jaar met een notering voor dit nummer.